# Худяков, Юрий Фёдорович

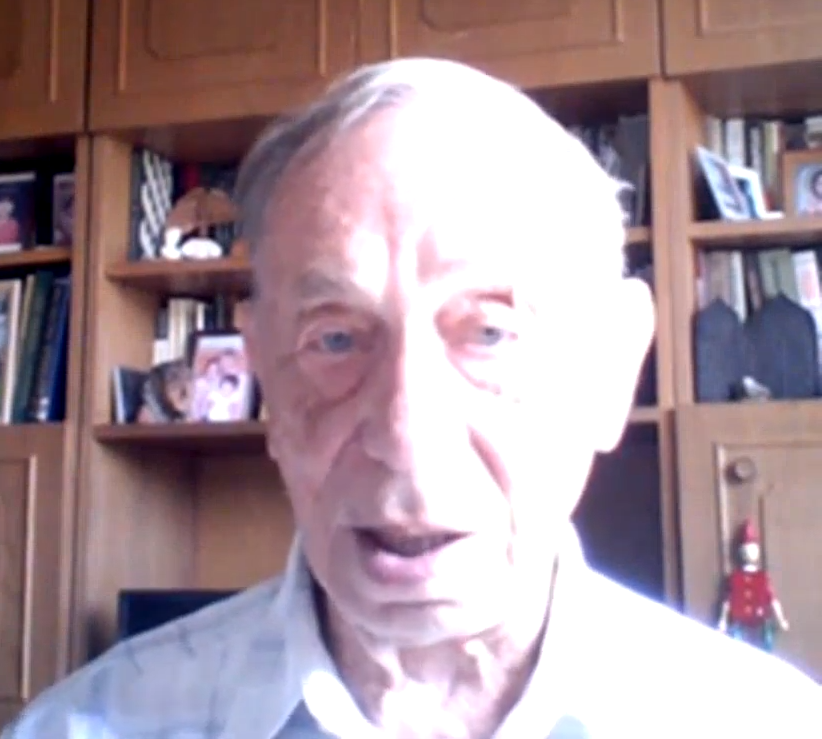

Юрий Фёдорович Худяков — советский и украинский архитектор, вице-президент Национального союза архитекторов Украины, Заслуженный архитектор Украинской ССР, Народный архитектор Украины (2004), член-корреспондент Академии архитектуры Украины. 

## Кто придумал СК Метеор в Днепропетровске
- Спасо-Преображенский собор (Кузнецовск, 2010)
- Дворец культуры судостроительного завода (угол Центрального проспекта и Садовой улицы, Николаев)
- Бассейн спорткомплекса "Метеор" (Днепропетровск)
- Стадион "Метеор" СК Метеор (Днепропетровск)
- Ледовый дворец СК "Метеор" (Днепропетровск)